# Tempus fugit
Pour les articles homonymes, voir Tempus fugit (homonymie).
Tempus fugit est une expression latine qui signifie « le temps fuit » mais plus communément traduite par « le temps passe vite ».

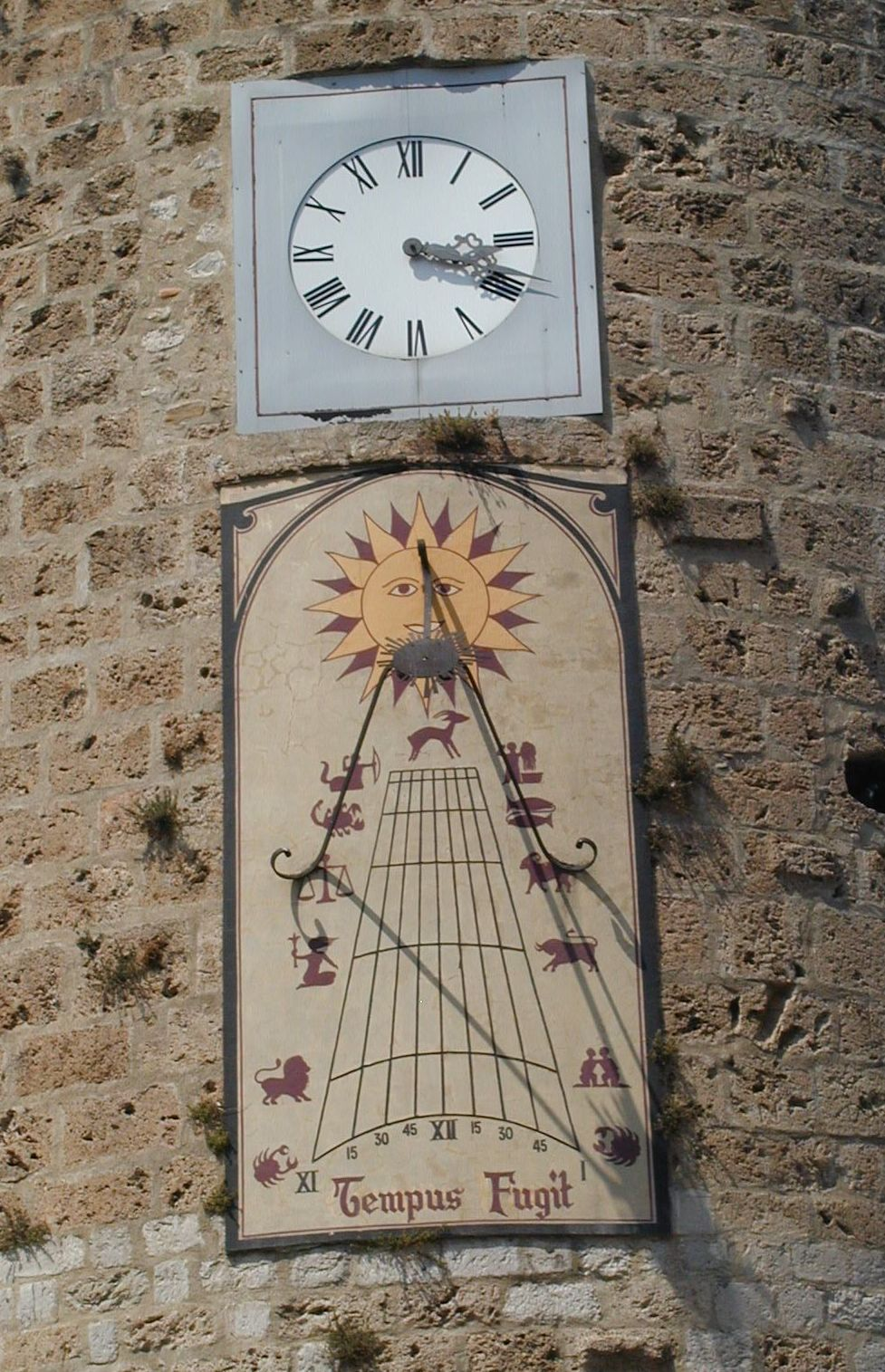
Cadran solaire sur la Tour de l'Horloge à Anduze

Elle est fréquemment utilisée en inscription sur les horloges. L'expression a été enregistrée dans les Géorgiques (livre III, vers 284), œuvre du poète romain Virgile : « Sed fugit interea, fugit irreparabile tempus, singula dum capti circumvectamur amore », ce qui signifie : « Mais en attendant, il fuit : le temps fuit sans retour, tandis que nous errons, prisonniers de notre amour du détail. »
Elle est parfois utilisée dans un sens moins familier : « Pendant ce temps, le temps s'échappe, irremplaçable », exprimant la préoccupation que le peu de temps dont on dispose est consommé par quelque chose qui peut avoir peu de substance intrinsèque ou d'importance à ce seul moment précis.

## Dans la culture
Dans le film 007 Spectre, James Bond utilise cette expression lorsqu'il fait exploser sa montre, dont le compte à rebours est d'une minute.
Dans la série de bande dessinée Valérian et Laureline, Tempus Fugit est le nom du vaisseau spatio-temporel des héros.
Rilès, rappeur français, a composé 52 chansons, écrite chacune en une semaine. En rassemblant la première lettre de chaque titre de ces chansons, on obtient : « O sed fugit interea, fugit irreparabile tempus, audeamus nunc ». Il le dévoile à la fin de sa 52e chanson comme un puzzle de sa création.
Dans Batman, la série animée de 1990, le personnage du super vilain Clock King, a pour identité secrète Temple Fugate.
Dans la série télévisée X-Files : Aux frontières du réel, Tempus fugit est un double épisode constituant les 17e et 18e épisodes de la saison 4 de la série télévisée.
Tempus fugit est le dernier titre de l'album Drama de Yes enregistré en 1980.
Maître Gims reprend cette locution à sa façon dans son titre Est-ce que tu m'aimes, où il chante "Pendant ce temps le temps passe". 